# غويلرمو سيبولفيدا
غويلرمو سيبولفيدا (بالإسبانية: Guillermo Sepúlveda)‏ (29 نوفمبر 1934 بغوادالاخارا في المكسيك - ) هو لاعب كرة قدم مكسيكي في مركز الوسط، شارك في كأس العالم 1958 وكأس العالم 1962. وشارك مع منتخب المكسيك لكرة القدم. أما مع النوادي، فقد لعب مع نادي غوادالاخارا.

## وصلات خارجية
- غويلرمو سيبولفيدا على موقع الاتحاد الدولي (مؤرشف)  (الإنجليزية)
- غويلرمو سيبولفيدا على موقع قاعدة بيانات كرة القدم.إي يو (الإنجليزية)
- غويلرمو سيبولفيدا على موقع ناشيونال فوتبول تيمز (الإنجليزية)
- غويلرمو سيبولفيدا على موقع Soccerway.com (الإنجليزية)
- غويلرمو سيبولفيدا على موقع عالم كرة القدم.نت (الإنجليزية)